# (4269) Bogado
(4269) Bogado ist ein Hauptgürtelasteroid der am 22. März 1974 von Carlos Torres am Cerro El Roble-Observatorium entdeckt wurde.
Der Asteroid wurde nach dem paraguayischen Amateurastronomen Manuel D. Bogado (* 1934) benannt.